# مردان کوچک (فیلم ۱۹۴۰)
مردان کوچک (انگلیسی: Little Men) فیلمی در ژانر کمدی-درام به کارگردانی نورمن زد مک‌لئود است که در سال ۱۹۴۰ منتشر شد. از بازیگران آن می‌توان به کی فرانسیس، جک هندرسون، جک اوکی، و جرج بنکرافت اشاره کرد.